# Боланьос, Луис
Луи́с Бола́ньос (полностью — Луис Альберто Боланьос Леон исп. Luis Alberto Bolaños León; род. 23 марта 1985 в Кито) — эквадорский футболист, фланговый нападающий «Депортиво Кито», ранее — игрок сборной Эквадора.

## Биография
В розыгрыше Кубка Либертадорес 2008 Луис Боланьос стал одним из ключевых игроков команды ЛДУ Кито и забил пять мячей — больше всех в своей команде. ЛДУ впервые в своей истории завоевал международный трофей.
После победы в Кубке Либертадорес за Боланьосом начали борьбу сильные зарубежные клубы — аргентинский «Сан-Лоренсо де Альмагро», испанский «Эспаньол», предложивший за игрока 2,5 млн долларов и другие. В итоге, после Клубного чемпионата мира Боланьос решил перейти в бразильский «Сантос». Бразильцам сделка обошлась в 6 млн реалов (2,7 млн долл.)
Вскоре Луис принял решение уйти в стан действовавшего обладателя Южноамериканского кубка «Интернасьонала». В одном из первых матчей за свой новый клуб Боланьос отметился хет-триком в ворота «Коритибы». Примечательно, что летом 2009 года Боланьос противостоял своему родному клубу ЛДУ в рамках розыгрыша Рекопы (куда команда попала благодаря победе в Кубке Либертадорес 2008). Его земляки оказались сильнее по итогам двух матчей. Однако в последующих матчах Боланьос больше не забивал и «Интер» принял решение отдать игрока в аренду эквадорской «Барселоне» на 2010 год.
В начале 2011 года Луис Боланьос вернулся в ЛДУ. В середине 2012 года был отдан «Интернасьоналом» в аренду в мексиканский «Атлас». С 2016 года вновь выступает в ЛДУ.

## Титулы
- Чемпион Эквадора (1): 2007
- Обладатель Кубка Либертадорес (1): 2008
- Кубок банка Суруга (1): 2009
- Финалист Южноамериканского кубка (1): 2011